# نويل رايلي فيتش
نويل رايلي فيتش (بالإنجليزية: Noël Riley Fitch)‏ هي كاتِبة ومؤرخة أمريكية، ولدت في ديسمبر 1937 في نيو هيفن في الولايات المتحدة.

## وصلات خارجية
- الموقع الرسمي
- نويل رايلي فيتش على موقع IMDb (الإنجليزية)